# یواس‌اس متکلف (دی‌دی-۵۹۵)
یواس‌اس متکلف (دی‌دی-۵۹۵) (به انگلیسی: USS Metcalf (DD-595)) یک کشتی بود که طول آن ۱۱۴٫۷ متر (۳۷۶ فوت) بود. این کشتی در سال ۱۹۴۴ ساخته شد.